# Кони не виноваты (фильм)
«Кони не виноваты» — советский короткометражный фильм 1956 режиссёра Станислава Комара, по одноимённой новелле М. М. Коцюбинского.

## Сюжет
События происходят накануне революции 1905 года в небольшом малороссийском селе, где в своём имении живёт помещик, славящийся либеральными взглядами. Однако, когда дело доходит до раздачи земли крестьянам, его либерализм быстро пропадает. Дело идёт к бунту крестьян. Чтобы не портить свою репутацию «либерала» помещик вызывает жандармов для охраны имения оправдывая перед окружающими свои действия тем, что — нет-нет, он за демократию и т. п., но ведь нужно позаботиться о животных — ведь кони-то при бунте останутся без овса, голодные, а они-то ведь не виноваты!

## В ролях
- Иван Любич — Аркадий Александрович Малина, помещик
- Наталья Ващенко — Софья Петровна
- Виктор Мягкий — Антоша
- Валентина Сухарева — Лида
- Леонид Маренников — Дольский
- Иван Полетаев — Савка, лакей
- Пётр Михневич — Ферапонт
- З. Зюбр — Бондаришин
- Степан Шкурат — Марко Сивый
- М. Крыжановский — Иван Бедовый
- Иван Быков — Панас Рудый
- Григорий Пелашенко — Степан Головатюк
- Иван Твердохлеб — управляющий
- Станислава Шиманская — Марина

## О фильме
Место съёмок — имение Самчики.
Как экранизация рассказа М. Коцюбинского фильм очень подробен, буквально следуя за литературной первоосновой:

Автор сценария Д. Копица разложил действие рассказа, где он концентрируется в нескольких плоскостях, на ряд последовательных сцен, которые подробно воспроизводят все события, даже те, что в рассказе проходят как воспоминания, намёки, впечатления, смысловые сокращения и тому подобное.
Оригинальный текст (укр.)Автор сценарію Д. Копиця не мав потреби переміщувати акцент літературної першооснови і обмежився лише тим, що розклав дію оповідання, де вона концентрується у кількох площинах, на ряд послідовних сцен, котрі детально відтворюють усі події, навіть ті, що в оповіданні проходять як спогади, натяки, враження, смислові скорочення тощо.
— журнал «Дніпро», 1964 год
Снимал фильм режиссёр Станислав Комар, ещё в 1927 году выпускник режиссёрского факультета Одесского кинотехникума, но до войны не успел проявить себя в художественном кино, а после работал журналистом, лишь в 1949 году стал ставить научно-популярные фильмы Одесской киностудии и короткометражный фильм «Кони не виноваты» остался его первой и единственной попыткой войти в художественное кино, но, как писал журнал «Днепр», фильм прошёл мимо внимания зрителей и критиков.